# Carlos Ibáñez del Campo
Carlos Ibáñez del Campo (Linares, 3 november 1877 – Santiago, 28 april 1960) was een Chileens politicus, militair en caudillo. Hij was president van zijn land van 1927 tot 1931 en opnieuw van 1952 tot 1958.
Ibáñez volgde een militaire opleiding en werd in 1903 in El Salvador gestationeerd waar hij, tegen de orders van de Chileense regering in, deelnam aan een oorlog tegen Guatemala. Ibáñez vervulde een verdienstelijke rol in deze oorlog en huwde na afloop een Salvadoraanse. Terug in Chili voltooide hij zijn opleiding, werd majoor in het Chileense leger, en in 1920 prefect van de provincie Iquique. President Arturo Alessandri benoemde hem vervolgens tot hoofd van de cavalerieschool. Alessandri besloot na voortdurende tegenwerking door de militairen af te treden en ontvluchtte het land. De nieuwe regeringsjunta wist het land echter niet effectief te besturen. In 1925 leidde Ibáñez een staatsgreep die de terugkeer van Alessandri mogelijk maakte, en werd vervolgens minister van oorlog in Alessandri's kabinet. Ibáñez poogde in 1925 deel te nemen aan de presidentsverkiezingen, doch geen van de grote partijen wilde hem nomineren waardoor hij van deelname moest afzien. De Liberale, Conservatieve en Radicale Partij steunden de kandidatuur van Emiliano Figueroa, die met een grote voorsprong won. Figueroa hield Ibáñez echter als minister, die steeds meer de politiek achter de schermen bepaalde. In 1927 trad Figueroa, die geen zin had om nog langer Ibáñez' marionet te zijn, af en werd Ibáñez president.
Ibáñez organiseerde een presidentsverkiezing om zijn regering te rechtvaardigen. Daar de grote drie partijen de verkiezing boycotten nam naast Ibáñez slechts de verbannen communist Elías Lafertte deel, en Ibáñez won met 98% van de stemmen. Ibáñez kende zichzelf dictatoriale volmachten toe en regeerde bij decreet. Hij liet het Congres vullen met zijn aanhangers en liet de meeste oppositieleiders vervangen. Desalniettemin voerde hij op andere terreinen een progressief beleid en de economie bloeide op. Hij sloot een verdrag met Peru waarin Chili het in de 19e eeuw veroverde Tacná teruggaf, en de betrekkingen met Peru die bijna een halve eeuw verbroken waren geweest werden hersteld. De Grote Depressie bracht Ibáñez' regering in moeilijkheden. Ondanks grote investeringen in publieke werken slaagde hij er niet in tegen de crisis op te treden, en in 1931 verliet hij het land.
Gedurende de jaren 30 bleef het in Chili politiek en economisch onrustig, en Ibáñez keerde in 1938 terug om deel te nemen aan de verkiezingen. Zijn kandidatuur werd gesteund door verschillende populistische, nationalistische en extreemrechtse groeperingen, waaronder de Nationaalsocialistische Beweging van Chili. Nadat de Chileense nazi's probeerden op 5 september door middel van een staatsgreep Ibáñez in het zadel te helpen, besloot Ibáñez zich uit de race terug te trekken, en verklaarde zijn steun voor de centrumlinkse Pedro Aguirre Cerda tegen zijn conservatieve aartsrivaal Gustavo Ross. Ibáñez nam in 1942 weer deel aan de presidentsverkiezingen, maar werd krap verslagen door de linkse kandidaat Juan Antonio Ríos. Twee jaar later poogde Ibáñez een staatsgreep te plegen tegen Ríos, met steun van nazi's, enkele leden van de oproerpolitie en de Argentijnse president Juan Perón, maar het complot werd ontdekt voor het ten uitvoer kon worden gebracht.
In 1952 werd Ibáñez dan eindelijk voor een tweede keer tot president gekozen, gesteund door een aantal kleine populistische en centrumlinkse partijtjes op een vaag programma waarin hij zich vooral afzette tegen de zittende partijen en beloofde een einde te maken aan de corruptie. Ibáñez' tweede termijn was matig succesvol, hij bracht de inflatie terug van 71% tot 33% en voerde algemeen kiesrecht in. Wegens zijn zwakke gezondheid liet hij het regeren grotendeels over aan zijn ministers. In 1958 werd hij opgevolgd door Jorge Alessandri, zoon van zijn oude tegenstander. Hij overleed twee jaar later.